# Ilse von Twardowski-Conrat

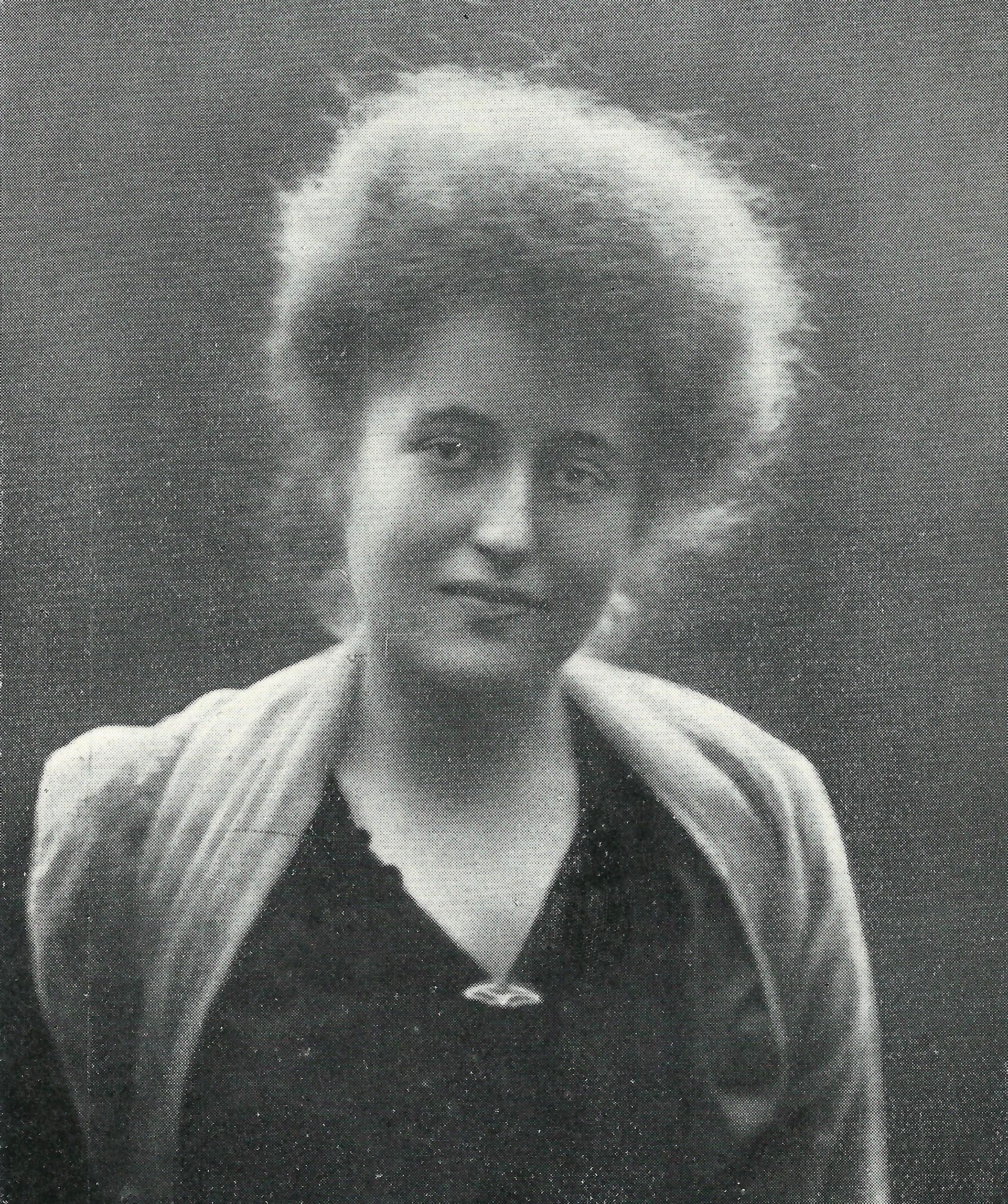
Ilse von Twardowski-Conrat, vor 1906

Ilse Beatrix Amalia von Twardowski-Conrat (* 20. Januar 1880 in Wien; † 9. August 1942 in München) war eine österreichische Bildhauerin.

## Leben und Wirken

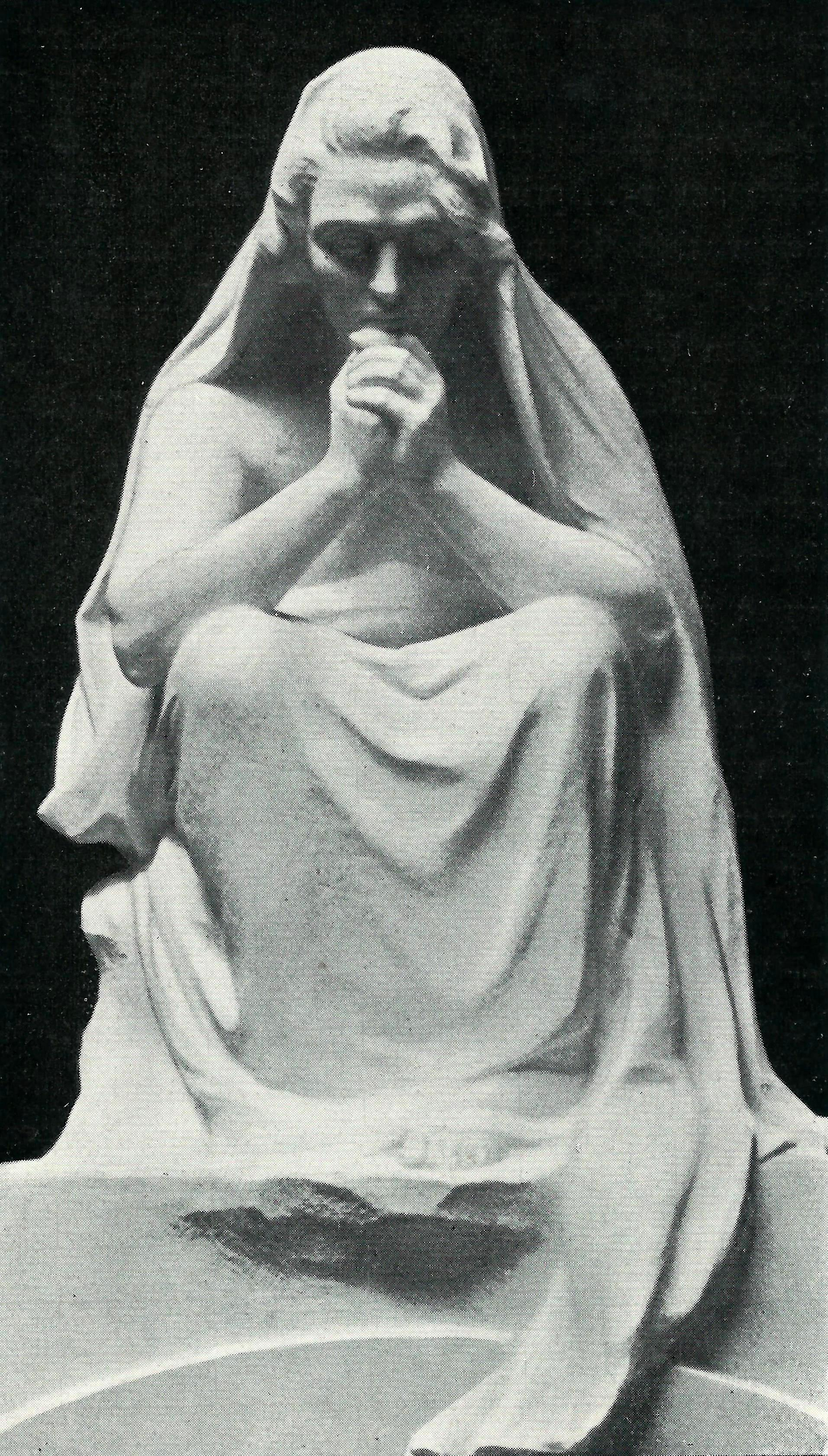
Familiengrabdenkmal, vor 1906

Ilse Beatrix Amalia von Twardowski-Conrats Eltern waren der jüdische Kaufmann Hugo Conrat (* 2. Juni 1845; † 22. März 1906) und dessen Frau Ida (1857–1938). Ihr Vater konvertierte 1882 mit seiner Familie zum evangelischen Glauben und änderte seinen Namen von Cohn nach Conrat. Er war Kaufmann und Musikliebhaber und mit vielen Künstlern seiner Zeit bekannt. Schon früh hatte er die von Johannes Brahms vertonten Zigeunerlieder (op. 103) aufzeichnen lassen. Die Schwester Erica Tietze-Conrat wurde die erste promovierte österreichische Kunsthistorikerin. Der Botaniker und Mikrobiologe Ferdinand Cohn (1828–1898) war ihr Onkel.
Ihr Elternhaus war ein Künstlertreffpunkt. Hier traf sie Künstler wie Johannes Brahms, Ferruccio Busoni, Alexander von Zemlinsky, Fernand Khnopff und den Bildhauer Charles van der Stappen. Auch ihre schulische Bildung erhielt sie zunächst zu Hause. Sie kam aber 1896 auf ein Mädchengymnasium, um dort ihre Matura zu machen, daneben erhielt sie noch Privatstunden bei Josef Breitner. Von 1898 bis 1901 war sie in Brüssel, wo sie von van der Stappen ausgebildet wurde.
Ab 1897/1898 fertigte sie erste Entwürfe für eine Brahmsbüste (Johannes Brahms-Museum, Hamburg; Wien Mus.) sowie Porträtbüsten unter anderem von Kaiserin Elisabeth (heute: Österreichische Galerie Belvedere), Theodor Gomperz, Alma Mahler-Werfel und Karl Wolfskehl.
Ab 1901 beteiligte sie sich an internationalen Ausstellungen in München. Für Nasse Haare erhielt sie dort eine goldene Medaille. Von 1902 bis 1905 hatte sie Ausstellungen mit der Wiener Secession. 1905 fand man sie auch auf der Biennale in Venedig. Daneben erhielt sie Aufträge für Porträts und Grabmäler:
- 1902 Marie Boßhart-Demergel, Familie Gerhardus, auf dem Matzleinsdorfer Friedhof
- 1903 Brahms, Wiener Zentralfriedhof (unter Mitarbeit des Brüsseler Architekten Victor Horta)

Im Jahr 1907 war sie in einer Kollektivausstellung in der Galerie Miethke (Wien) vertreten und im Jahr 1908 schuf sie für ihren Onkel das Bronzedenkmal Der veredelnde Gärtner sowie eine Monumentalbank im Südpark von Breslau.
Ab 1910 war sie Vizepräsidentin der Vereinigung bildender Künstlerinnen Österreichs (VBKÖ) und Mitorganisatorin der retrospektiven Ausstellung „Die Kunst der Frau“ (1910–1911 in der Secession). Im gleichen Jahr heiratete sie den preußischen Offizier Ernst August Dobrogast von Twardowski (1849–1928), sie war seine zweite Ehefrau. Bis 1914 bereiste sie mit ihm den Orient und Europa und errang 1914 in der Römischen Jahresausstellung großen Erfolg mit dem mehrfigurigen Wäscherinnenbrunnen (Bronze, Verbleib unbekannt), der von der Königinmutter Margarethe von Italien angekauft wurde. Im gleichen Jahr zog das Ehepaar nach München. 1917 gestaltete sie das Grabmal der Familie Twardowski auf dem Invalidenfriedhof in Berlin (zerstört). Das Paar hatte eine Tochter Elisabeth Maria (Ivo) (* 15. Juni 1920).

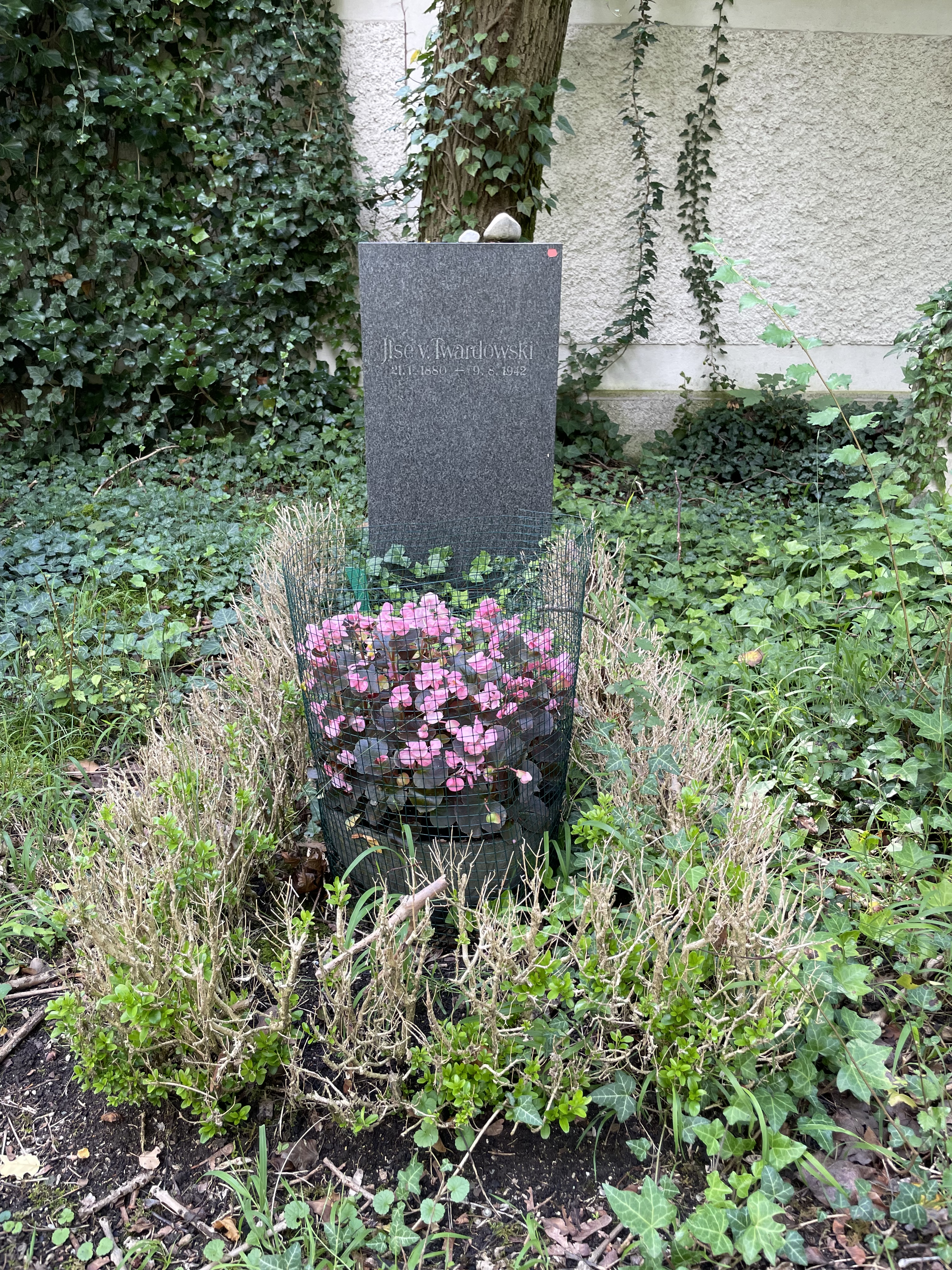
Grabstelle von Ilse von Twardowski

Ab 1917 arbeitete sie für die Porzellanmanufaktur Allach. Hier schuf sie unter anderem Gefäße, Kleinskulpturen, Tierfiguren und Kamine. Außerdem konnte sie Ilse Leembruggen (* 1873), Tochter von Leopold von Lieben (1835–1915), als Mäzenin gewinnen. Diese ermöglichte ihr die Schaffung großformatiger Figuren und Denkmäler (z. B. Die Namenlosen). Die Werke waren zwischen 1918 und 1934 in vielen Ausstellungen in München, Berlin, Hamburg, London und Paris zu sehen. Im Jahr 1933 starb ihr Mann und nach der Machtergreifung wurde sie 1935 aus der Reichskammer der bildenden Künste ausgeschlossen. Sie flüchtete sich in die Innere Emigration, zerstörte zahlreiche Arbeiten und zog nach München-Waldtrudering. Als sie 1942 deportiert werden sollte, tötete sie sich selbst.
Tochter Ivo von Twardowski heiratete 1946 in München den  Herman Kahmann (1906–1990), apl. Professor für Zoologie an der Universität München.

### Genealogie
- Walter von Hueck, Friedrich Wilhelm Euler: Genealogisches Handbuch des Adels. Adelige Häuser, B (Briefadel), Band XIII, Band 73 der Gesamtreihe GHdA, C. A. Starke, Limburg (Lahn) 1980, S. 478 f. ISSN 0435-2408